# Habitatge al carrer Major, 25 (Caldes de Malavella)
L'habitatge unifamiliar situat al carrer Major, 25 de Caldes de Malavella (Selva) és una obra inclosa en l'Inventari del Patrimoni Arquitectònic de Catalunya.

## Descripció
Consta de planta baixa, pis i terrat. A la planta baixa hi ha una porta d'entrada que té a sobre una obertura ovalada amb una reixa de ferro forjat. A la part dreta hi ha una finestra en arc de mig punt, amb una llinda ornamentada per ceràmica vidriada de colors amb motius vegetals, un ampit de ceràmica vidriada de color verd i una reixa de ferro forjat. Al pis hi ha una triple obertura en arcs plans, però amb una ornamentació en ceràmica vidriada que forma a la part de la llinda un arc de mig punt, i formada per una porta central i una finestra a cada costat d'aquesta. Sobre de la triple obertura una petita cornisa esgraonada. A sobre hi ha uns petits respiralls. L'edifici queda coronat per un terrat amb una barana d'obra i ornamentat amb ceràmica vidriada de colors.